# Som Gospel (álbum de Aline Barros)
Som Gospel é uma coletânea musical da cantora Aline Barros, lançado pela MK Music em 2009. Em 2010, recebeu da ABPD a certificação de disco de platina. Contém quinze canções remasterizadas. O encarte é no formato slidepac.

## Faixas
1. Apaixonado
2. Sonda-me, usa-me
3. Caminho de milagres
4. Como Israel
5. Rei meu
6. Manancial
7. Vento do Espírito
8. Vou te alegrar
9. Santidade
10. Aleluia
11. Captura-me
12. Quero viver algo novo
13. Meu eterno namorado
14. A dança do quaquito
15. A dança do Pinguim